# Encarsia pseudocitrella
Encarsia pseudocitrella är en stekelart som beskrevs av Evans och Andrew Polaszek 1997. Encarsia pseudocitrella ingår i släktet Encarsia och familjen växtlussteklar.
Artens utbredningsområde är:
- Costa Rica.
- Honduras.

Inga underarter finns listade i Catalogue of Life.